# Buddleja pterocaulis
Buddleja pterocaulis là một loài thực vật có hoa trong họ Huyền sâm. Loài này được A.B.Jacks. mô tả khoa học đầu tiên năm 1935.